# Glycosphingolipide

Structure générale des glycosphingolipides, R représente un résidu glucidique

Les glycosphingolipides (GSL) sont un groupe de lipides (plus précisément de sphingolipides) qui participent à la construction des membranes cellulaires. Ils contiennent un composant céramide hydrophobe et un composant glucidique lié de manière glycosidique. Cette portion d'oligosaccharide est présentée à l'extérieur de la membrane cellulaire où elle est importante pour les processus biologiques tels que l'adhésion cellulaire ou les interactions cellule-cellule. Les glycosphingolipides sont également importants dans l'oncogenèse et l'ontogenèse.

## Classification
En général, on distingue deux groupes de glycosphingolipides : Les glycosphingolipides neutres, également appelés cérébrosides, et les glycosphingolipides chargés négativement. Ces derniers se distinguent encore une fois par leur porteur de charge. Alors que les gangliosides contiennent des acides sialiques, les sulfatides possèdent un groupe sulfate. Le point commun structurel de la plupart des glycolipides est le lactosylcéramide, c'est-à-dire un disaccharide de lactose lié par glycosides à un céramide. Les structures plus grandes sont classées en différents groupes en fonction de la séquence et de la configuration des sucres qu'elles contiennent, les quatre plus fréquentes étant les globo-, lacto-, néo-lacto- et ganglio-séries.

## Occurrence et fonction
Les gangliosides se trouvent principalement dans les membranes cellulaires du système nerveux central, où leur fraction glucidique effectue des tâches dans l'interaction cellule à cellule et la transduction du signal. Mais on trouve également des gangliosides dans d'autres cellules. Les acides sialiques font par exemple partie de la structure sialyl-Lewis-x, un tétrasaccharide qui joue un rôle important dans différents processus de transduction du signal. Les glycosphingolipides neutres ont également une importance biologique, ils incluent par exemple les antigènes des groupes sanguins - antigènes.
Des déficits enzymatiques héréditaires peuvent entraîner une dégradation et un stockage des glycolipides dans différents organes. Dans les cérébrosidoses, cela concerne les cérébrosides (la maladie de Gaucher et la maladie de Krabbe ), et dans le cas de la gangliosidose, les gangliosides (par exemple, la maladie de Tay-Sachs ).